# Fiori d'amore... fiori di morte
Fiori d'amore... fiori di morte è un film muto italiano del 1914 diretto da Giuseppe De Liguoro.